# Eulasia eiselti
Eulasia eiselti là một loài bọ cánh cứng trong họ Glaphyridae. Loài này được Petrovitz miêu tả khoa học năm 1967.